# Belisario Cristaldi
Belisario Cristaldi (Roma, 11 luglio 1764 – Roma, 25 febbraio 1831) è stato un cardinale italiano.

## Biografia
Nacque a Roma, l'11 luglio 1764 da Ascanio de Noha, di famiglia patrizia leccese, e da Marianna Guglielmi, appartenente ad una potente famiglia frusinate.
Laureato in utroque iure, divenne segretario della Sacra Rota e uditore del vicario. Papa Pio VII lo incaricò di riformare il sistema assistenziale romano.
Eletto nel 1817 rettore dell'Università "La Sapienza" di Roma, fu successivamente nominato uditore del papa e nel 1820 tesoriere generale dello Stato Pontificio.
Esperto dell'amministrazione pontificia, esponente di quella corrente di moderati riformatori che avevano cercato di orientare il decennio seguito alla restaurazione post napoleonica verso esiti di risanamento della finanza dello Stato, per suo diretto interessamento nel 1823 fra la torre Alessandrina e la torre Clementina, tratto litoraneo al fiume che oggi si chiama via Torre Clementina, nacque il borgo marinaro di Fiumicino, su progetto di Giuseppe Valadier, che tuttavia non fu completamente realizzato .
Mantenne l'incarico di tesoriere anche sotto il pontificato di papa Leone XII che lo elevò al rango di cardinale nel concistoro del 15 dicembre 1828.
Fu importante collaboratore di papa Pio VIII, sotto il quale assunse anche il ruolo di cardinale camerlengo dal 1830 al 1831.
Morì il 25 febbraio 1831 all'età di 66 anni pochi giorni dopo l'elezione al soglio pontificio di papa Gregorio XVI.
Venne sepolto a Roma nella chiesa di Santa Caterina dei Senesi.